# Ceutorhynchus campestris
Ceutorhynchus campestris är en skalbaggsart som beskrevs av Leonard Gyllenhaal 1837. Ceutorhynchus campestris ingår i släktet Ceutorhynchus, och familjen vivlar. Arten har ej påträffats i Sverige.